# 楊閔
楊閔（1983年01月24日—），本名楊惠閔，女演員、導演，明德女中、玄奘大學新聞學系休學、國立中山大學劇場藝術學系畢業。

##### 導演
- 2019 《放下碗粿》
- 2020 《掩咯雞》

##### 電影
- 2021  『永別』 飾演 阿惠

入圍
2021西班牙錫切斯影展 | Sitges Film Festival 
2021 台灣高雄電影節｜Kaohsiung Film Festival
2021 美國聖路易斯國際影展｜St. Louis International Film Festival 
2021 美國西雅圖國際影展｜Seattle International Film Festival 
2022 英國Aesthetica短片影展｜Aesthetica Short Film Festival 
2022 比利時布魯塞爾奇幻影展 | Brussels International Fantastic Film Festival
2022 法國克萊蒙費宏國際短片影展｜Clermont-Ferrand International Short Film Festival  
榮獲
2021 羅馬尼亞布加勒斯特短片影展 | Bucharest ShortCut CineFest  最佳女主角獎
2022 美國浩劫恐怖影展 | Wreak Havoc Horror Film Festival。    最佳女演員獎
2022 智利南方影視與藝術學院影展 | South Film and Arts Academy Festival 最佳短片女演員獎
2022 美國小報女巫獎 | Tabloid Witch Awards� 最佳戲劇女演員獎
2022 加拿大雷霆灣恐怖影展 | Terror In The Bay Film Festival  最佳女演員獎
- 2020  『孤味』 飾演Ａiko
- 2019  『懺悔』短片
- 2018  『董仔的人』
- 2015  『許涼涼與她的少女們』『醉生夢死』
- 2013  『我的瑪凱特旅程』

##### 外景主持
- 非凡新聞台 - 輕旅行
- 非凡新聞台 - 360行向前衝

## 戲劇
| 年 份  | 頻 道                 | 片 名                     | 角 色          |
| 2014年 | 台視 八大             | 徵婚啟事                  | 林韻（林老師） |
| 2014年 | 大愛                  | 頂坡角上的家              | 阿枝           |
| 2013年 | 大愛                  | 心開運轉                  | 沈寶妙師姊     |
| 2012年 | 公視                  | 人生劇展《希望之鑽》      | 邵可可         |
| 2012年 | 大愛                  | 家好月圓                  | 師姊           |
| 2012年 | 華視、八大            | 給愛麗絲的奇蹟            | 記者           |
| 2012年 | 中視、八大            | 姐姐立正向前走            | 藝人海倫       |
| 2012年 | 台視                  | 東門四少                  | 張主任         |
| 2012年 | 華視                  | 『莒光園地』守護          | 儀茹           |
| 2012年 | 大愛                  | 愛的微光                  | 陳雲惠師姊     |
| 2011年 | 大愛                  | 清秀佳人                  | 師姊           |
| 2010年 | 中視                  | 流氓校長                  | 拓海母         |
| 2008年 | 三立台灣台            | 真情滿天下                | 楊小敏         |
| 2016年 | 大愛                  | 我家的方程式              | 徐梅香         |
| 2019年 | 三立都會台            | 用九柑仔店                | 淑枝           |
| 2019年 | 大愛                  | 掌中人生                  | 雪子           |
| 2019年 | 公視台語台            | 自由的向望—《家族無共識》 | 沛蓉           |
| 2019年 | 大愛                  | 與愛同行                  | 李秀美         |
| 2020年 | 大愛                  | 歲歲年年                  | 何小姐         |
| 2020年 | 公視                  | 返校                      | 張佩樺         |
| 2021年 | 大愛                  | 姊姊向前衝                | 游李秀卿       |
| 2021年 | 八大戲劇台 衛視中文台 | 她們創業的那些鳥事        |                |
| 2022年 | 公視                  | 溫馨家庭日                | 林宜珍         |
| 2022年 | Disney+ bilibili      | 正義的算法                | 葛小姐         |
| 2022年 | 公視 MyVideo 台視     | 茁劇場－走過愛的蠻荒      | 許調查官       |
| 2022年 | Netflix               | 她和她的她                | 大朱姐         |
| 2025年 | 公視                  | 零日攻擊                  | 秀英           |

## 舞台劇
| 年 份  | 劇團       | 戲 名                                 | 角 色 |
| 2012年 | 屏風表演班 | 三人行不行                            | Mary  |
| 2012年 | 屏風表演班 | 女兒紅                                | ---   |
| 2012年 | 屏風表演班 | 京戲啟示錄                            | ---   |
| 2011年 | 屏風表演班 | 徵婚啟事                              | ---   |
| 2011年 | 屏風表演班 | 王國密碼                              | ---   |
| 2010年 | 屏風表演班 | 誰的備忘錄                            | ---   |
| 2005年 | 台南人劇團 | 真空記憶包裝之狗血愛情&神經少女狂想曲 | ---   |
| 2005年 | 台南人劇團 | 莎士比亞不插電2─哈姆雷                | ---   |

## 外部連結
- 楊閔的Facebook專頁